# Abrantes
Abrantes (ɐ'bɾɐ̃tɨʃ) è un comune portoghese di 42 235 abitanti situato nel distretto di Santarém.
È una bianca cittadina fiorita della regione detta Ribatejo su una altura sulla riva destra del Tago. Fu invasa nel 1807 dall'esercito francese in avanzata verso Lisbona e Napoleone Bonaparte insignì il comandante generale Jean-Andoche Junot (1771-1813) del titolo di duca d'Abrantes.
È un centro agricolo e commerciale con vasti quartieri moderni attorno al centro storico sovrastato dal Castello medioevale rimaneggiato nel XIX secolo: all'interno c'è la chiesa di Santa Maria do Castelo, riedificata nel sedicesimo secolo sulle fondazioni trecentesche, che oggi ospita il Museu Lopo de Almeida con tombe degli Almeida, conti di Abrantes, azulejos sivigliane e resti archeologici.

## Società

### Evoluzione demografica
| Popolazione di Abrantes (1801 – 2004) | Popolazione di Abrantes (1801 – 2004) | Popolazione di Abrantes (1801 – 2004) | Popolazione di Abrantes (1801 – 2004) | Popolazione di Abrantes (1801 – 2004) | Popolazione di Abrantes (1801 – 2004) | Popolazione di Abrantes (1801 – 2004) | Popolazione di Abrantes (1801 – 2004) | Popolazione di Abrantes (1801 – 2004) |
| ------------------------------------- | ------------------------------------- | ------------------------------------- | ------------------------------------- | ------------------------------------- | ------------------------------------- | ------------------------------------- | ------------------------------------- | ------------------------------------- |
| 1801                                  | 1849                                  | 1900                                  | 1930                                  | 1960                                  | 1981                                  | 1991                                  | 2001                                  | 2004                                  |
| 17796                                 | 17790                                 | 27453                                 | 39327                                 | 51869                                 | 48653                                 | 45697                                 | 42235                                 | 41326                                 |

## Freguesias

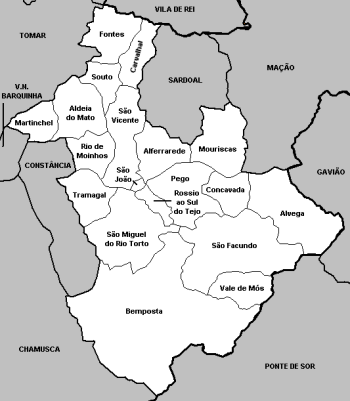
Civil parishes of Abrantes

- Abrantes (São João)
- Abrantes (São Vicente)
- Aldeia do Mato
- Alferrarede
- Alvega
- Bemposta
- Carvalhal
- Concavada
- Fontes
- Martinchel
- Mouriscas
- Pego
- Rio de Moinhos
- Rossio ao Sul do Tejo
- São Facundo
- São Miguel do Rio Torto
- Souto
- Tramagal
- Vale das Mós